# Tommy Orange
Tommy Orange est un écrivain américain arapaho et cheyenne né le 9 janvier 1982. Son roman There There est l'un des finalistes du prix Pulitzer de la fiction et remporte l'American Book Award en 2019.

## Biographie
Tommy Orange,  membre des tribus cheyenne et arapaho par son père, passe toute sa vie à Oakland. Sportif, il pratique le roller hockey, passionné de musique, il possède un diplôme d’ingénieur du son. Il ne découvre la littérature que lorsqu'il a 20 ans et travaille dans une librairie de livres d'occasion. En 2014 il prépare le master d’écriture (MFA) de l'Institute of American Indian Arts, à Santa Fe (Nouveau-Mexique), où il est entouré d'Amérindiens.

## Ici n'est plus ici
Son roman There There est publié en 2018. Le titre est inspiré d'une phrase de l'autobiographie de Gertrude Stein (« There is no there there. »), qui a, elle aussi, grandi à Oakland. Il fait le rapprochement entre ce qu'a ressenti Stein en revenant à Oakland, qu'elle ne reconnaît pas tant la ville a changé avec les années, et la perte de leur environnement par les Amérindiens. Cette phrase est devenue une expression courante en anglais.
Arnaud de Montjoye décrit la construction du livre : « Douze personnages, douze voix entremêlées, quatre actes composés de chapitres où elles se font entendre, diverses, divergentes, puissantes... » .   Isabelle Hanne, qui a rencontré l'auteur,  indique que « sans verser dans la chronique sociale, son roman évoque les maux qui frappent les Amérindiens : alcoolisme, dépression, chômage, suicide ». 
En 2019 le roman est traduit en français par Stéphane Roques et publié par Albin Michel. sous le titre Ici n'est plus ici.